# Darkel (album)
Darkel è l'album di debutto solistico del Darkel (Jean-Benoît Dunckel), uno dei due componenti del noto gruppo musicale francese AIR. L'album è uscito nel settembre del 2006.

## Tracce
1. Be My Friend (Dunckel, Euston Jones) - 4:16
2. At the End of the Sky (Dunckel, Jones) - 4:12
3. TV Destroy - 3:10
4. Some Men - 4:09
5. My Own Sun (Dunckel, Jones) - 3:40
6. Pearl - 4:07
7. Earth - 6:37
8. Beautiful Woman - 2:40
9. How Brave You Are (Dunckel, Jones) - 4:28
10. Bathroom Spirit - 6:52